# Marca país

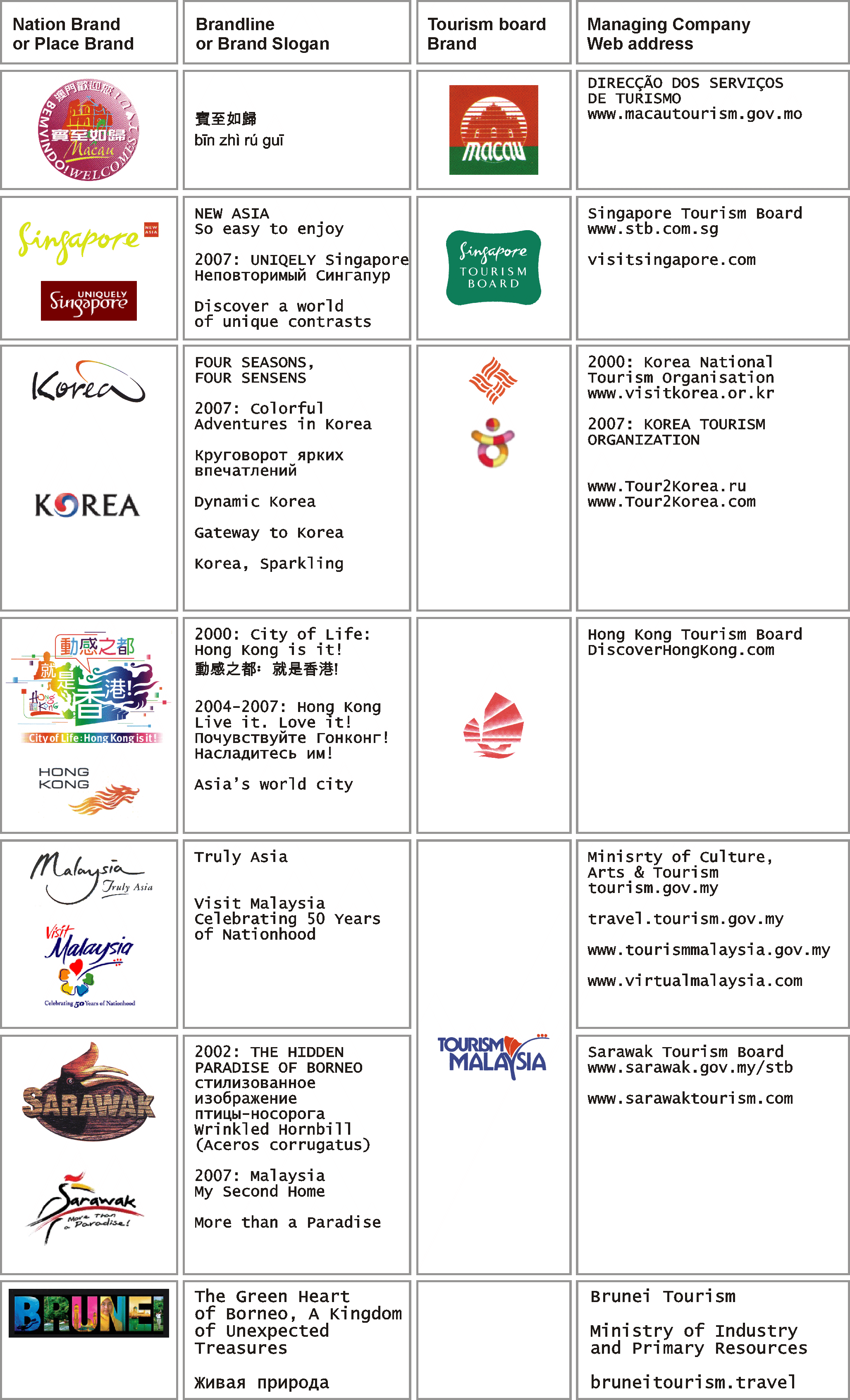
Resumen editorial de las marcas país de Brunéi, Corea del Sur, Hong Kong, Macao y Malasia (2010)

La Marca País es un término o concepto utilizado en marketing y la comunicación para referirse al valor intangible de la reputación e imagen de marca de un país, a través de múltiples aspectos, tales como sus productos, ya sea: el turismo, la cultura, los deportes, las empresas y/o los organismos públicos. Estos determinan los valores que se asocian a ese país. Una buena marca país es, para los defensores de este concepto, un valor añadido para los productos provenientes de ese país y etiquetados como «Made in...», así como para el turismo, la atracción de capital extranjero, la captación de mano de obra y su influencia política y cultural en el mundo. Como consecuencia de ello, numerosos países cuentan con organismos dedicados a mejorar su imagen de marca y enfatizar sus cualidades diferenciadoras.
El concepto fue acuñado en 1996 por Simon Anholt para equiparar el comportamiento de la reputación de un país con el de las marcas de empresa. El concepto fue asumido luego por el marketing y tergiversado hacia prácticas propias de la mercadotecnia.

## Marcas país
Casos de marcas país:

### Argentina

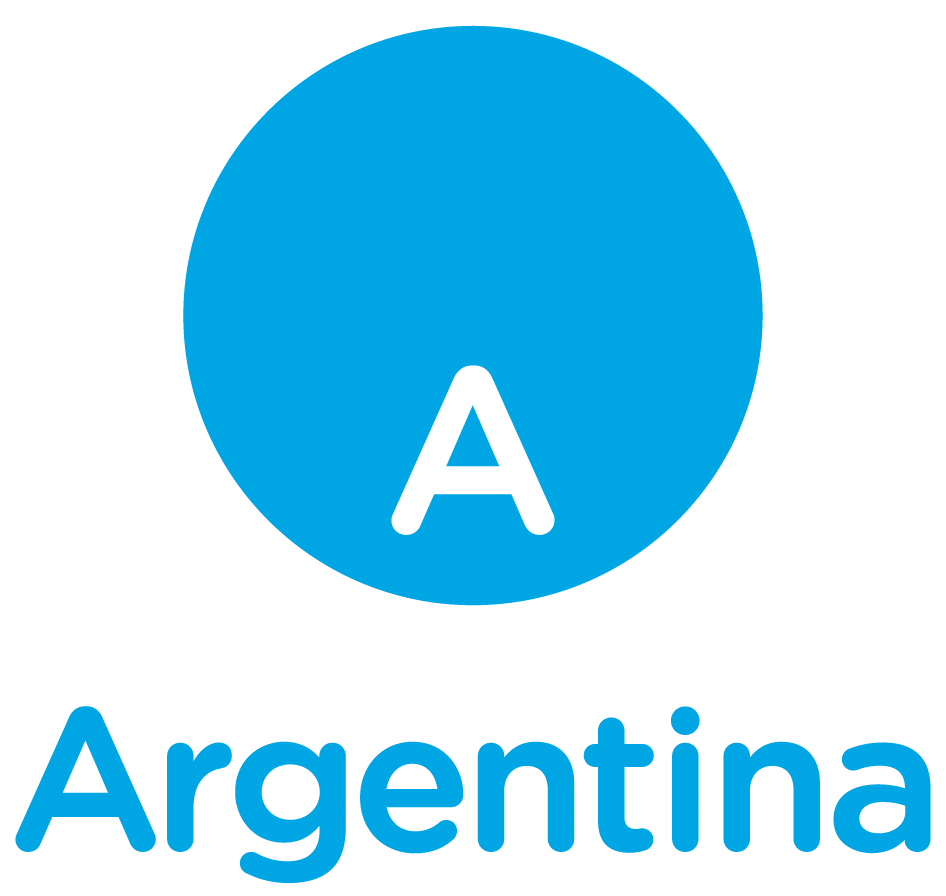
Logotipo de la marca país Argentina

El gobierno argentino en el año 2005 presentó la marca país y su primer logo, el cual fue actualizado en los años 2012 y 2018. La misma se utiliza en distintos lugares, como por ejemplo las películas argentinas con apoyo del INCAA.

### Chile

Logotipo de la marca país Chile

La Marca Chile (gestionada por la Fundación Imagen de Chile, fundada el año 2009) busca posicionar la imagen internacional del país, aumentando su reconocimiento, reputación y preferencia en el mundo. 
Desde 2023, desarrolla una estrategia mixta, que combina acciones propias del nation branding con elementos de diplomacia pública, difundiendo la postura de Chile en temas de carácter comercial pero también valórico, que importan a la opinión pública, líderes de opinión e instituciones de otras naciones. Con esta perspectiva, Marca Chile articula a actores públicos y privados que son relevantes en la promoción del país en el exterior, a través de un macro relato construido de manera colaborativa que tiene tres ejes: sustentabilidad, diversidad y democracia. 
En marzo de 2024, Marca Chile lanzó la campaña We Care, contribuyendo a la difusión de las acciones que el país realiza en la solución de los grandes desafíos globales en sustentabilidad, diversidad y democracia.

### Colombia

Logotipo de la marca país Colombia

La Respuesta es Colombia. La marca país Colombia nació en el año 2011 para promocionar a Colombia, la cual fue diseñada por el Gobierno nacional junto con WWP Colombia y el grupo de publicidad Omnicon Solutions.

### Costa Rica
Esencial Costa Rica: El Gobierno de Costa Rica mediante Decreto Ejecutivo n.º 37669 de 22 de marzo de 2013, firmado por la entonces presidenta Laura Chinchilla Miranda y el Ministerio de Relaciones Exteriores y Culto junto otras instituciones establecieron un reglamento que creó y organizó un comité nacional para la elaboración de una marca país sobre la base de experiencias anteriores relacionadas con la campaña «Costa Rica, sin Ingredientes Artificiales», y a la vez reguló el uso de la Marca País Costa Rica y declaró de interés público lo relacionado con este proceso.  Se delegó en otras instituciones este proceso y finalmente la Marca País «Costa Rica Esencial» fue lanzada en septiembre del 2013, luego de un proceso de cuatro años en el cual intervinieron inicialmente el Instituto Costarricense de Turismo, el Ministerio de Comercio Exterior, la Promotora de Comercio Exterior y Cinde.

### Cuba

Logotipo de la Marca país de Cuba

La Marca país de Cuba fue creada mediante el Decreto 54/2021 del Consejo de Ministros de Cuba. Está regulada por el Consejo Marca País adscrito al Instituto de Información y Comunicación Social, según lo establecido en la Ley 162/2023 «De Comunicación Social».

### España

El Sol de Miró

Marca España, política de estado gestionada por el Alto Comisionado del Gobierno para la Marca España, organismo creado en 2012. Su logotipo es el Sol de Miró.
Antes, durante el tardofranquismo se usó la campaña Spain is different, que incidió en el turismo exterior.

### Honduras
Marca País Honduras: Una alianza de los sectors privado y público lanzó Marca País Honduras el 19 de mayo de 2015 para fomentar el orgullo nacional del país. La alianza se formó bajo el lema «Honduras, Somos para ti», para enfocar en el turismo, la inversión y las exportaciones del país.

### Perú

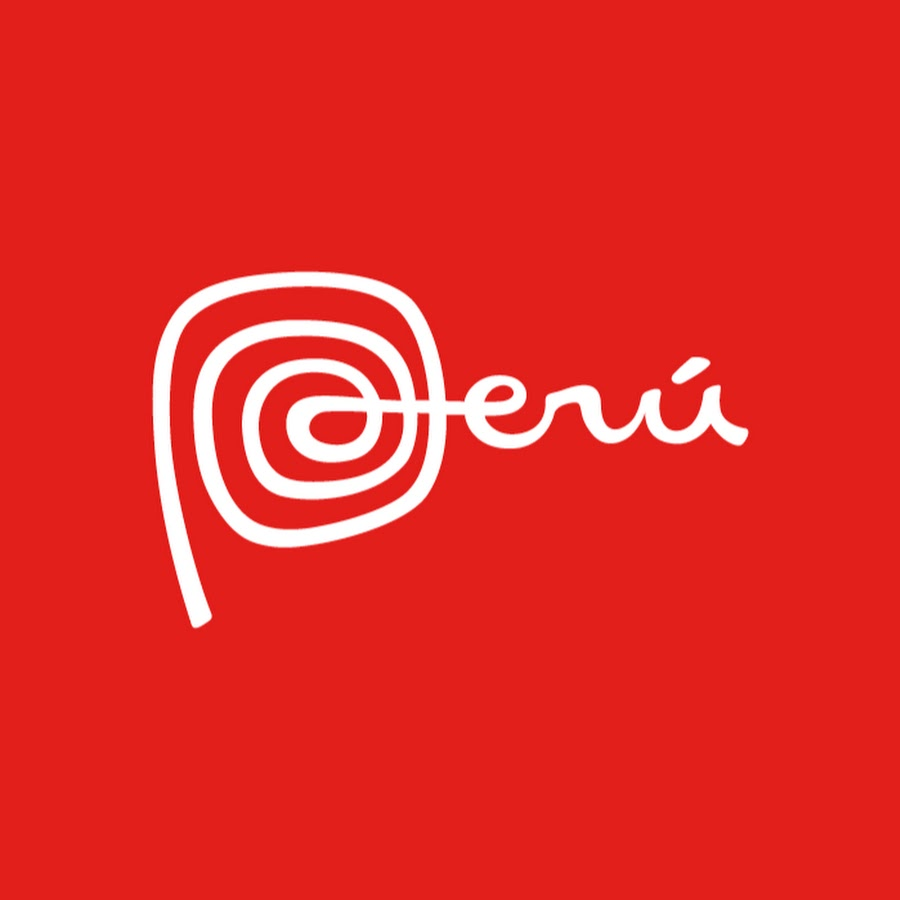
Logotipo de la marca país Perú

Hay un Perú para cada quien: La Marca Perú se lanzó en el año 2010, con gran éxito tanto a nivel nacional como internacional. Su frase de campaña está basada en la rica y variada oferta que el país ofrece tanto a turistas como a inversionistas extranjeros. La marca Perú se lanzó en el año 2011 con una campaña a nivel nacional. Esta empezó en redes sociales con el documental «Perú – Nebraska», que logró gran éxito tanto en Perú como en el extranjero. La campaña continuó con el documental «Loreto – Italia» en el año 2012. La campaña a nivel internacional se inició con el spot «Recordarás Perú», dirigido a diferentes mercados en el extranjero.
Su estrategia está enfocada en promocionar al Perú como un país:
- Polifacético: por la cantidad de aspectos turísticos, culturales y geográficos que ofrece a los visitantes. Se le puede observar desde diferentes ángulos y siempre se descubrirán nuevos atractivos.
- Especialista: Porque ha cultivado invaluables conocimientos específicos (el tratamiento de sus telares, por ejemplo). Además posee atractivos y productos singulares, escasos en el mundo.
- Cautivador: Porque quien se acerca al Perú descubre más de lo que esperaba. El Perú cautiva por lo impactante de su cultura, por su gente y las oportunidades que ofrece.

### República Dominicana
La marca país de República Dominicana fue lanzada oficialmente en el 2021 por una comisión multisectorial entre el Sector Gubernamental, encabezada por Luis Abinader, Presidente de la República y Presidente de la Comisión, David Collado, Ministro de Turismo y Coordinador General de la Comisión, Biviana Riveiro, Directora de Pro Dominicana y Secretaria General de la Comisión y por el Sector Privado por Ligia Bonetti, Coordinadora del Sector Privado en la Comisión. Además de otros organismos gubernamentales y empresas del sector privado.
La marca país dominicana se enfoca en promover los atributos de su nación desde 5 pilares principales: turismo, exportación, inversión, cultura y ciudadanía.

### Suiza
Presencia Suiza (en francés Présence Suisse, en alemán Präsenz Schweiz), organismo dependiente del Departamento Federal de Asuntos Exteriores de Suiza y encargado de promover la imagen de dicho país en el extranjero.

### Venezuela
El gobierno venezolano lanzó la marca «Venezuela» con el fin de potenciar al país como una potencia tanto nacional como internacional. El vicepresidente venezolano expresó que «esta marca país no es solamente un proyecto hermoso, es también una herramienta fundamental para que el día de mañana, cuando hablemos de la Venezuela potencia, cuando hablemos de la belleza de Venezuela, podamos atraer mucho más turismo, justo en un momento histórico para la patria, para América Latina y el mundo».